# Париз—Ница 2025.
Париз—Ница 2025.. било је 83 издање етапне бициклистичке трке Париз—Нице, која је одржана у периоду од 9. до 16. марта у Француској, као шеста трка у оквиру UCI ворлд тура 2025. Вожено је осам етапа, укупна дужина је износила 1.167.7 km, старт је био у Ле Пере ан Ивелену, док је последња етапа вожена у Ници. Вожене су двије равне етапе, екипни хронометар, двије лакше брдске етапе, једна средње тешка и двије тешке. Највећи фаворит је био двоструки побједник Тур де Франса Јонас Вингегор, док су остали фаворити били његов сувозач и побједник трке 2024. Матео Јоргенсон, Жоао Алмеида, Сантијаго Буитраго, Матијас Скелмосе, Бен о Конор, Тимен Аренсман, Александар Власов и Лени Мартинез.
Током пете етапе је пао Вингегор, док је био на другом мјесту у генералном пласману и повукао се прије почетка шесте етапе. Трку је освојио Јоргенсон, минут и 15 секунди испред Флоријана Липовица, док је на трећем мјесту завршио Аренсман, минут и 58 секунди иза Јоргенсона. Мадс Педерсен је освојио класификацију по поенима, пет поена испред Јоргенсона, Томас Гашињар је освојио брдску класификацију поен испред Мајкла Сторера и Алмеиде, Липовиц је освојио класификацију за најбољег младог возача минута испред Магнуса Шефилда, а Инеос гренадирс тимску класификацију. Тим Мерлије је остварио двије етапне побједе.

## Тимови
На трци су учествовала 22 тима, са по седам возача. Свих 18 ворлд тур тимова имало је аутоматску позивницу и били су обавезни да учествују пошто је трка била у ворлд туру прије 2017. године, док су два најбоља про тур тима за претходну сезону такође имали аутоматску позивницу за све ворлд тур трке, али нису били обавезни да учествују. Лото и Израел—премијер тех су били најбоља про тур тимови на крају сезоне 2024. али су одлучили да прескоче трку како би сакупљали бодове на мањим тркама за повратак у ворлд тур, док су специјалне позивнице добили Каха рурал—сегурос РГА, Тотал енержис, Тудор про сајклинг и Уно—Х мобилити.
UCI ворлд тур тимови:
| - Алпесин—декунинк - Аркеа—бб хотелс - Бахреин—викторијус - Визма—лејз а бајк - Групама—ФДЈ - Декатлон АГ2Р ла мондијал - ЕФ едукејшон—изипост - Инеос гренадирс - Интермарше—ванти | - Кофидис - Лидл—трек - Мовистар - Пикник постнл - Ред бул—Бора–ханзго - Судал—Квик-степ - УАЕ тим емирејтс ХРГ - ХДС Астана - Џејко—алула |

UCI про тур тимови:
| - Каха рурал—сегурос РГА - Тотал енержис | - Тудор про сајклинг - Уно—Х мобилити |

## Новчане награде
Укупан новчани фонд на трци износио је 142.950 евра. Побједник је добио 16.000, другопласирани 8.000, трећепласирани 4.000, четвртопласирани 2.000, а награде је добијало првих 20 возача, с тим да су возачи од 10. до 20. мјеста добијали по 400 евра. У брдској и класификацији по поенима награде су добијала четири првопласирана возача на крају трке, побједници су добијали по 2.000, другопласирани по 1.000, трећепласирани 800, а четвртопласирани по 400. У класификацији за најбољег младог возача награде су додјељивале на два начина, лидер класификације је на свакој етапи добијао по 150 евра, а побједник на крају трке је добио 800 евра. У тимској класификацији су се награде такође додјељивале на два начина, најбољи тим на крају сваке етапе је добијао по 300 евра, а побједник тимске класификације на крају трке 1.200 евра. Најагресивнији возач на свакој етапи добијао је 300 евра, Новчане награде су добијала прва тројица возача преко означених брдских успона и преко пролазних циљева, првопласирани је добијао 100, другопласирани 75, а трећепласирани 25 евра.
Побједник сваке појединачне етапе добијао је по 4.000, другопласирани 2.000, трећепласирани 1.000, а награде је добијало првих 20 возача, с тим да су возачи од 10. до 20. мјеста добијали по 100 евра.
| Позиција | Етапе      | Класификације     | Класификације            | Класификације        | Класификације                           | Класификације | Класификације        | Класификације            |
| Позиција | Етапе      | Генерални пласман | Класификација по поенима | Брдска класификација | Класификација за најбољег младог возача |               |                      |                          |
| Позиција | Етапе      | Генерални пласман | Класификација по поенима | Брдска класификација | Најбољи млади возач                     | Тимови        | Најагресивнији возач | Успони и пролазни циљеви |
| -------- | ---------- | ----------------- | ------------------------ | -------------------- | --------------------------------------- | ------------- | -------------------- | ------------------------ |
| 1.       | 4.000 евра | 16.000 евра       | 2.000 евра               | 2.000 евра           | 800 евра                                | 1.200 евра    | —                    | 100 евра                 |
| 2.       | 2.000 евра | 8.000 евра        | 1.000 евра               | 1.000 евра           | —                                       | —             | —                    | 75 евра                  |
| 3.       | 1.000 евра | 4.000 евра        | 800 евра                 | 800 евра             | —                                       | —             | —                    | 25 евра                  |
| 4.       | 500 евра   | 2.000 евра        | 400 евра                 | 400 евра             | —                                       | —             | —                    | —                        |
| 5.       | 400 евра   | 1.600 евра        | —                        | —                    | —                                       | —             | —                    | —                        |
| 6.       | 300 евра   | 1.200 евра        | —                        | —                    | —                                       | —             | —                    | —                        |
| 7.       | 300 евра   | 1.200 евра        | —                        | —                    | —                                       | —             | —                    | —                        |
| 8.       | 200 евра   | 800 евра          | —                        | —                    | —                                       | —             | —                    | —                        |
| 9.       | 200 евра   | 800 евра          | —                        | —                    | —                                       | —             | —                    | —                        |
| 10.      | 100 евра   | 400 евра          | —                        | —                    | —                                       | —             | —                    | —                        |
| 11.      | 100 евра   | 400 евра          | —                        | —                    | —                                       | —             | —                    | —                        |
| 12.      | 100 евра   | 400 евра          | —                        | —                    | —                                       | —             | —                    | —                        |
| 13.      | 100 евра   | 400 евра          | —                        | —                    | —                                       | —             | —                    | —                        |
| 14.      | 100 евра   | 400 евра          | —                        | —                    | —                                       | —             | —                    | —                        |
| 15.      | 100 евра   | 400 евра          | —                        | —                    | —                                       | —             | —                    | —                        |
| 16.      | 100 евра   | 400 евра          | —                        | —                    | —                                       | —             | —                    | —                        |
| 17.      | 100 евра   | 400 евра          | —                        | —                    | —                                       | —             | —                    | —                        |
| 18.      | 100 евра   | 400 евра          | —                        | —                    | —                                       | —             | —                    | —                        |
| 19.      | 100 евра   | 400 евра          | —                        | —                    | —                                       | —             | —                    | —                        |
| 20.      | 100 евра   | 400 евра          | —                        | —                    | —                                       | —             | —                    | —                        |
| Дневно   |            |                   |                          |                      | 125 евра                                | 300 евра      | 300 евра             |                          |

## Рута и етапе
| Етапа  | Датум    | Рута                                      | Дистанца    | Тип     | Тип                    | Побједник           | Реф.   |
| ------ | -------- | ----------------------------------------- | ----------- | ------- | ---------------------- | ------------------- | ------ |
| 1.     | 9. март  | Ле Пере ан Ивелен — Ле Пере ан Ивелен     | 156.5       |         | Равна етапама          | Тим Мерлије (БЕЛ)   | [ 23 ] |
| 2.     | 10. март | Монтесон — Белгард                        | 183.9       |         | Равна етапа            | Тим Мерлије (БЕЛ)   | [ 24 ] |
| 3.     | 11. март | Аутомобилска стаза Невер Мањи Кур — Невер | 28.4        |         | Екипни хронометар      | Визма—лејз а бајк   | [ 25 ] |
| 4.     | 12. март | Виши — Ла лож де Гард                     | 163.4       |         | Планинска етапа        | Жоао Алмеида (ПОР)  | [ 26 ] |
| 5.     | 13. март | Сен Жу-ан Шевале — Кот Сент Андре         | 196.5       |         | Брдска етапа           | Лени Мартинез (ФРА) | [ 27 ] |
| 6.     | 14. март | Сен Жулен ан Сен Албан — Бер л’Етанг      | 209.8       |         | Брдска етапа           | Мадс Педерсен (ДАН) | [ 28 ] |
| 7.     | 15. март | Ница — Орон                               | 147.8 109.3 |         | Планинска етапа        | Мајкл Сторер (АУС)  | [ 30 ] |
| 8.     | 16. март | Ница — Ница                               | 119.9       |         | Средња планинска етапа | Магнус Шефилд (САД) | [ 31 ] |
| Укупно | Укупно   | Укупно                                    | 1.167.7     | 1.167.7 | 1.167.7                | 1.167.7             |        |

## Етапе

### 1. етапа
9. март 2025. — Ле Пере ан Ивелен — Ле Пере ан Ивелен, 156.5 km
| Позиција | Возач                        | Тим                  | Вријеме    |
| -------- | ---------------------------- | -------------------- | ---------- |
| 1.       | Тим Мерлије (БЕЛ)            | Судал—Квик-степ      | 3ч 32' 03" |
| 2.       | Арно Демар (ФРА)             | Аркеа—бб хотелс      | + 0"       |
| 3.       | Алберто Даинезе (ИТА)        | Тудор про сајклинг   | + 0"       |
| 4.       | Хуан Себастијан Молано (КОЛ) | УАЕ тим емирејтс ХРГ | + 0"       |
| 5.       | Аксел Зингл (ФРА)            | Визма—лејз а бајк    | + 0"       |
| 6.       | Јевгениј Федоров (КАЗ)       | ХДС Астана           | + 0"       |
| 7.       | Мик ван Дајке (ХОЛ)          | Ред бул—Бора–ханзго  | + 0"       |
| 8.       | Тимо Келих (БЕЛ)             | Алпесин—декунинк     | + 0"       |
| 9.       | Винченцо Албанезе (ИТА)      | ЕФ едукејшон—изипост | + 0"       |
| 10.      | Макс Валшајд (ЊЕМ)           | Џејко—алула          | + 0"       |

| Позиција | Возач                        | Тим                  | Вријеме     |
| -------- | ---------------------------- | -------------------- | ----------- |
| 1.       | Тим Мерлије (БЕЛ)            | Судал—Квик-степ      | 3ч 32' 03"" |
| 2.       | Арно Демар (ФРА)             | Аркеа—бб хотелс      | + 4"        |
| 3.       | Хонатан Нарваез (ЕКВ)        | УАЕ тим емирејтс ХРГ | + 4"        |
| 4.       | Алберто Даинезе (ИТА)        | Тудор про сајклинг   | + 6"        |
| 5.       | Матео Јоргенсон (САД)        | Визма—лејз а бајк    | + 6"        |
| 6.       | Магнус Шефилд (САД)          | Инеос гренадирс      | + 8"        |
| 7.       | Хуан Себастијан Молано (КОЛ) | УАЕ тим емирејтс ХРГ | + 10"       |
| 8.       | Аксел Зингл (ФРА)            | Визма—лејз а бајк    | + 10"       |
| 9.       | Јевгениј Федоров (КАЗ)       | ХДС Астана           | + 10"       |
| 10.      | Мик ван Дајке (ХОЛ)          | Ред бул—Бора–ханзго  | + 10"       |

### 2. етапа
10. март 2025. — Монтесон — Белгард, 183.9 km
| Позиција | Возач                    | Тим                | Вријеме     |
| -------- | ------------------------ | ------------------ | ----------- |
| 1.       | Тим Мерлије (БЕЛ)        | Судал—Квик-степ    | 4ч 11' 29"" |
| 2.       | Емилијен Жанје (ФРА)     | Тотал енержис      | + 0"        |
| 3.       | Мадс Педерсен (ДАН)      | Лидл—трек          | + 0"        |
| 4.       | Александер Кристоф (НОР) | Уно—Х мобилити     | + 0"        |
| 5.       | Тимо Келих (БЕЛ)         | Алпесин—декунинк   | + 0"        |
| 6.       | Аксел Зингл (ФРА)        | Визма—лејз а бајк  | + 0"        |
| 7.       | Арно Демар (ФРА)         | Аркеа—бб хотелс    | + 28"       |
| 8.       | Матевж Говекар (СЛО)     | Бахреин—викторијус | + 0"        |
| 9.       | Фабио Јакобсен (ХОЛ)     | Пикник постнл      | + 0"        |
| 10.      | Сес Бол (ХОЛ)            | ХДС Астана         | + 0"        |

| Позиција | Возач                  | Тим                  | Вријеме    |
| -------- | ---------------------- | -------------------- | ---------- |
| 1.       | Тим Мерлије (БЕЛ)      | Судал—Квик-степ      | 7ч 43' 12" |
| 2.       | Арно Демар (ФРА)       | Аркеа—бб хотелс      | + 14"      |
| 3.       | Емилијен Жанје (ФРА)   | Тотал енержис        | + 14"      |
| 4.       | Матео Јоргенсон (САД)  | Визма—лејз а бајк    | + 14"      |
| 5.       | Хонатан Нарваез (ЕКВ)  | УАЕ тим емирејтс ХРГ | + 14"      |
| 6.       | Јонас Абрахамсен (НОР) | Уно—Х мобилити       | + 14"      |
| 7.       | Мадс Педерсен (ДАН)    | Лидл—трек            | + 16"      |
| 8.       | Мик ван Дајке (ХОЛ)    | Ред бул—Бора–ханзго  | + 16"      |
| 9.       | Алберто Даинезе (ИТА)  | Тудор про сајклинг   | + 16"      |
| 10.      | Магнус Шефилд (САД)    | Инеос гренадирс      | + 18"      |

### 3. етапа
11. март 2025. — Аутомобилска стаза Невер Мањи Кур — Невер, 28.4 km
| Позиција | Тим                       | Вријеме |
| -------- | ------------------------- | ------- |
| 1.       | Визма—лејз а бајк         | 30' 26  |
| 2.       | Ред бул—Бора–ханзго       | + 15"   |
| 3.       | Џејко—алула               | + 25    |
| 4.       | Лидл—трек                 | + 30    |
| 5.       | Инеос гренадирс           | + 33    |
| 6.       | ЕФ едукејшон—изипост      | + 34"   |
| 7.       | Декатлон АГ2Р ла мондијал | + 39"   |
| 8.       | УАЕ тим емирејтс ХРГ      | + 42"   |
| 9.       | Мовистар                  | + 49"   |
| 10.      | Судал—Квик-степ\|         | + 51"   |

| Позиција | Возач                  | Тим                 | Вријеме    |
| -------- | ---------------------- | ------------------- | ---------- |
| 1.       | Матео Јоргенсон (САД)  | Визма—лејз а бајк   | 8ч 13' 52" |
| 2.       | Јонас Вингегор (ДАН)   | Визма—лејз а бајк   | + 6"       |
| 3.       | Мајкл Метјуз (АУС)     | Џејко—алула         | + 21"      |
| 4.       | Бен о Конор (АУС)      | Џејко—алула         | + 21"      |
| 5.       | Александар Власов      | Ред бул—Бора–ханзго | + 31"      |
| 6.       | Флоријан Липовиц (ЊЕМ) | Ред бул—Бора–ханзго | + 31"      |
| 7.       | Мауро Шмид (ШВА)       | Џејко—алула         | + 31"      |
| 8.       | Бен Цвиоф (ЊЕМ)        | Ред бул—Бора–ханзго | + 34"      |
| 9.       | Матијас Скелмосе (ДАН) | Лидл—трек           | + 36"      |
| 10.      | Магнус Шефилд (САД)    | Инеос гренадир      | + 38"      |

### 4. етапа
12. март 2025. — Виши — Ла лож де Гард, 163.4 km
| Позиција | Возач                  | Тим                  | Вријеме    |
| -------- | ---------------------- | -------------------- | ---------- |
| 1.       | Жоао Алмеида (ПОР)     | УАЕ тим емирејтс ХРГ | 3ч 37' 06" |
| 2.       | Јонас Вингегор (ДАН)   | Визма—лејз а бајк    | + 1"       |
| 3.       | Матијас Скелмосе (ДАН) | Лидл—трек            | + 2"       |
| 4.       | Лени Мартинез (ФРА)    | Бахреин—викторијус   | + 2"       |
| 5.       | Флоријан Липовиц (ЊЕМ) | Ред бул—Бора–ханзго  | + 6"       |
| 6.       | Матео Јоргенсон (САД)  | Визма—лејз а бајк    | + 6"       |
| 7.       | Брендон Макналти (САД) | УАЕ тим емирејтс ХРГ | + 9"       |
| 8.       | Харолд Техада (КОЛ)    | ХДС Астана           | + 17"      |
| 9.       | Тимен Аренсман (ХОЛ)   | Инеос гренадирс      | + 17"      |
| 10.      | Клемен Шампусен (ФРА)  | ХДС Астана           | + 21"      |

| Позиција | Возач                  | Тим                  | Вријеме     |
| -------- | ---------------------- | -------------------- | ----------- |
| 1.       | Јонас Вингегор (ДАН)   | Визма—лејз а бајк    | 11ч 50' 59" |
| 2.       | Матео Јоргенсон (САД)  | Визма—лејз а бајк    | + 5"        |
| 3.       | Матијас Скелмосе (ДАН) | Лидл—трек            | + 33"       |
| 4.       | Флоријан Липовиц (ЊЕМ) | Ред бул—Бора–ханзго  | + 36"       |
| 5.       | Жоао Алмеида (ПОР)     | УАЕ тим емирејтс ХРГ | + 37"       |
| 6.       | Тимен Аренсман (ХОЛ)   | Инеос гренадирс      | + 56"       |
| 7.       | Брендон Макналти (САД) | УАЕ тим емирејтс ХРГ | + 58"       |
| 8.       | Тобијас Фос (НОР)      | Инеос гренадирс      | + 1' 06"    |
| 9.       | Лени Мартинез (ФРА)    | Бахреин—викторијус   | + 1' 09"    |
| 10.      | Пабло Кастриљо (ШПА)   | Мовистар             | + 1' 22"    |

### 5. етапа
13. март 2025. — Сен Жу-ан Шевале — Кот Сент Андре, 196.5 km
| Позиција | Возач                    | Тим                       | Вријеме    |
| -------- | ------------------------ | ------------------------- | ---------- |
| 1.       | Лени Мартинез (ФРА)      | Бахреин—викторијус        | 4ч 36' 23" |
| 2.       | Клемен Шампусен (ФРА)    | ХДС Астана                | + 3"       |
| 3.       | Матео Јоргенсон (САД)    | Визма—лејз а бајк         | + 3"       |
| 4.       | Харолд Техада (КОЛ)      | ХДС Астана                | + 3"       |
| 5.       | Флоријан Липовиц (ЊЕМ)   | Ред бул—Бора–ханзго       | + 6"       |
| 6.       | Жоао Алмеида (ПОР)       | УАЕ тим емирејтс ХРГ      | + 7"       |
| 7.       | Брендон Макналти (САД)   | УАЕ тим емирејтс ХРГ      | + 11"      |
| 8.       | Илан ван Вилдер (БЕЛ)    | Судал—Квик-степ           | + 16"      |
| 9.       | Магнус Шефилд (САД)      | Инеос гренадирс           | + 16"      |
| 10.      | Орелин Паре Пентре (ФРА) | Декатлон АГ2Р ла мондијал | + 18"      |

| Позиција | Возач                  | Тим                  | Вријеме     |
| -------- | ---------------------- | -------------------- | ----------- |
| 1.       | Матео Јоргенсон (САД)  | Визма—лејз а бајк    | 16ч 27' 26" |
| 2.       | Јонас Вингегор (ДАН)   | Визма—лејз а бајк    | + 22"       |
| 3.       | Флоријан Липовиц (ЊЕМ) | Ред бул—Бора–ханзго  | + 36"       |
| 4.       | Жоао Алмеида (ПОР)     | УАЕ тим емирејтс ХРГ | + 40"       |
| 5.       | Лени Мартинез (ФРА)    | Бахреин—викторијус   | + 55"       |
| 6.       | Матијас Скелмосе (ДАН) | Лидл—трек            | + 57"       |
| 7.       | Брендон Макналти (САД) | УАЕ тим емирејтс ХРГ | + 1' 05"    |
| 8.       | Тимен Аренсман (ХОЛ)   | Инеос гренадирс      | + 1' 14"    |
| 9.       | Клемен Шампусен (ФРА)  | ХДС Астана           | + 1' 22"    |
| 10.      | Харолд Техада (КОЛ)    | ХДС Астана           | + 1' 24"    |

### 6. етапа
14. март 2025. — Сен Жулен ан Сен Албан — Бер л’Етанг, 209.8 km
| Позиција | Возач                     | Тим                 | Вријеме    |
| -------- | ------------------------- | ------------------- | ---------- |
| 1.       | Мадс Педерсен (ДАН)       | Лидл—трек           | 4ч 25' 37" |
| 2.       | Џошуа Тарлинг (УК)        | Инеос гренадирс     | + 0"       |
| 3.       | Самјуел Вотсон (УК)       | Лидл—трек           | + 0"       |
| 4.       | Аксел Зингл (ФРА)         | Визма—лејз а бајк   | + 0"       |
| 5.       | Матео Собреро (ИТА)       | Ред бул—Бора–ханзго | + 0"       |
| 6.       | Магнус Шефилд (САД)       | Инеос гренадирс     | + 0"       |
| 7.       | Матијас Скелмосе (ДАН)    | Лидл—трек           | + 0"       |
| 8.       | Матео Јоргенсон (САД)     | Визма—лејз а бајк   | + 0"       |
| 9.       | Максимилијан Шахман (ЊЕМ) | Судал—Квик-степ     | + 0"       |
| 10.      | Тимен Аренсман (ХОЛ)      | Инеос гренадирс     | + 0"       |

| Позиција | Возач                  | Тим                  | Вријеме     |
| -------- | ---------------------- | -------------------- | ----------- |
| 1.       | Матео Јоргенсон (САД)  | Визма—лејз а бајк    | 20ч 52' 57" |
| 2.       | Флоријан Липовиц (ЊЕМ) | Ред бул—Бора–ханзго  | + 40"       |
| 3.       | Матијас Скелмосе (ДАН) | Лидл—трек            | + 59"       |
| 4.       | Тимен Аренсман (ХОЛ)   | Инеос гренадирс      | + 1' 20"    |
| 5.       | Жоао Алмеида (ПОР)     | УАЕ тим емирејтс ХРГ | + 2' 40"    |
| 6.       | Тобијас Фос (НОР)      | Инеос гренадирс      | + 2' 47"    |
| 7.       | Магнус Шефилд (САД)    | Инеос гренадирс      | + 2' 54"    |
| 8.       | Брендон Макналти (САД) | УАЕ тим емирејтс ХРГ | + 3' 05"    |
| 9.       | Клемен Шампусен (ФРА)  | ХДС Астана           | + 3' 22"    |
| 10.      | Харолд Техада (КОЛ)    | ХДС Астана           | + 3' 24"    |

### 7. етапа
15. март 2025. — Ница — Орон, 147.8  109.3 
| Позиција | Возач                   | Тим                       | Вријеме    |
| -------- | ----------------------- | ------------------------- | ---------- |
| 1.       | Мајкл Сторер (АУС)      | Тудор про сајклинг        | 2ч 43' 31" |
| 2.       | Мауро Шмид (ШВА)        | Џејко—алула               | + 20"      |
| 3.       | Георг Стајнхаузер (ЊЕМ) | ЕФ едукејшон—изипост      | + 30"      |
| 4.       | Иван Ромео (ШПА)        | Мовистар                  | + 45"      |
| 5.       | Жордан Жегат (ФРА)      | Тотал енержис             | + 50"      |
| 6.       | Феликс Гал (АУТ)        | Декатлон АГ2Р ла мондијал | + 57"      |
| 7.       | Лени Мартинез (ФРА)     | Бахреин—викторијус        | + 1' 04"   |
| 8.       | Флоријан Липовиц (ЊЕМ)  | Ред бул—Бора–ханзго       | + 1' 11"   |
| 9.       | Клемен Шампусен (ФРА)   | ХДС Астана                | + 1' 14"   |
| 10.      | Мадс Педерсен (ДАН)     | Лидл—трек                 | + 1' 14"   |

| Позиција | Возач                  | Тим                  | Вријеме     |
| -------- | ---------------------- | -------------------- | ----------- |
| 1.       | Матео Јоргенсон (САД)  | Визма—лејз а бајк    | 23ч 37' 42" |
| 2.       | Флоријан Липовиц (ЊЕМ) | Ред бул—Бора–ханзго  | + 37"       |
| 3.       | Тимен Аренсман (ХОЛ)   | Инеос гренадирс      | + 1' 20"    |
| 4.       | Мајкл Сторер (АУС)     | Тудор про сајклинг   | + 2' 25"    |
| 5.       | Жоао Алмеида (ПОР)     | УАЕ тим емирејтс ХРГ | + 2' 40"    |
| 6.       | Магнус Шефилд (САД)    | Инеос гренадирс      | + 2' 54"    |
| 7.       | Брендон Макналти (САД) | УАЕ тим емирејтс ХРГ | + 3' 05"    |
| 8.       | Клемен Шампусен (ФРА)  | ХДС Астана           | + 3' 22"    |
| 9.       | Тобијас Фос (НОР)      | Инеос гренадирс      | + 3' 28"    |
| 10.      | Харолд Техада (КОЛ)    | ХДС Астана           | + 3' 36"    |

### 8. етапа
16. март 2025. — Ница — Ница, 119.9 km
| Позиција | Возач                    | Тим                       | Вријеме    |
| -------- | ------------------------ | ------------------------- | ---------- |
| 1.       | Магнус Шефилд (САД)      | Инеос гренадирс           | 2ч 48' 37" |
| 2.       | Матео Јоргенсон (САД)    | Визма—лејз а бајк         | 29"        |
| 3.       | Феликс Гал (АУТ)         | Декатлон АГ2Р ла мондијал | + 35"      |
| 4.       | Мајкл Сторер (АУС)       | Тудор про сајклинг        | + 1' 01"   |
| 5.       | Клемен Шампусен (ФРА)    | ХДС Астана                | + 1' 01"   |
| 6.       | Флоријан Липовиц (ЊЕМ)   | Ред бул—Бора–ханзго       | + 1' 01"   |
| 7.       | Тимен Аренсман (ХОЛ)     | Инеос гренадирс           | + 1' 01"   |
| 8.       | Александар Власов        | Ред бул—Бора–ханзго       | + 1' 04"   |
| 9.       | Илан ван Вилдер (БЕЛ)    | Судал—Квик-степ           | + 1' 40"   |
| 10.      | Орелин Паре Пентре (ФРА) | Декатлон АГ2Р ла мондијал | + 1' 40"   |

| Позиција | Возач                  | Тим                  | Вријеме     |
| -------- | ---------------------- | -------------------- | ----------- |
| 1.       | Матео Јоргенсон (САД)  | Визма—лејз а бајк    | 26ч 26' 42" |
| 2.       | Флоријан Липовиц (ЊЕМ) | Ред бул—Бора–ханзго  | + 1' 15"    |
| 3.       | Тимен Аренсман (ХОЛ)   | Инеос гренадирс      | + 1' 58"    |
| 4.       | Магнус Шефилд (САД)    | Инеос гренадирс      | 2' 17"      |
| 5.       | Мајкл Сторер (АУС)     | Тудор про сајклинг   | + 3' 03"    |
| 6.       | Жоао Алмеида (ПОР)     | УАЕ тим емирејтс ХРГ | + 3' 57"    |
| 7.       | Клемен Шампусен (ФРА)  | ХДС Астана           | + 4' 00"    |
| 8.       | Харолд Техада (КОЛ)    | ХДС Астана           | + 4' 53"    |
| 9.       | Тобијас Фос (НОР)      | Инеос гренадирс      | + 4' 59"    |
| 10.      | Илан ван Вилдер (БЕЛ)  | Судал—Квик-степ      | + 5' 26"    |

## Класификације
На Париз—Ници су се додјељивале четири различите мајице за четири класификације, а поред њих су постојале друге класификације и награде, за које се нису додјељивале мајице већ су бројеви које возачи носе били другачије боје.
- Прва и најважнија класификација био је генерални пласман, јер је побједник генералног пласмана такође и побједник трке.[16] Пласман се рачунао тако што су се на времена возача остварена на првој етапи, додавала времена остварена на свакој наредној.[16] Три првопласирана возача на свакој етапи осим екипног хронометра добијали су временску бонификацију од 10, 6 и 4 секунде, а у току трке, на означеним пролазним циљевима, додјељивале су се такође секунде бонификације, за прву тројицу возача, од 6, 4 и 2 секунде.[20][51] Возач са најмањим укупним временом у току трку носио је жуту мајицу и сматра се побједником на крају трке.[52] У случају да су возачи били изједначени, гледале су се прво стотинке остварене на екипном хронометру, затим бољи пласмани на етапама а у случају да су изједначени по свему, као последња опција рачунала се позиција остварена на последњој етапи.[16]

- Једна од другостепених класификација била је класификација по поенима. На свакој етапи осим на екипном хронометру, поене је добијало првих десет возача, а број поена који се додјељивао је зависио од типа етапе.[53] На етапама 1,2 и 6, на којима се очекивало да се спринтери боре за побједу, побједник је добијао 25 поена, другопласирани 22, трећепласирани 20, док су возачи од четвртог до десетог мјеста добијали 18, 16, 14, 12, 10, 8 и 6 поена, а на етапама 4, 5, 7 и 8, које су биле означене као теже, побједник је добијао 15, другопласирани 12, трећепласирани 10, док су возачи од четвртог до десетог мјеста добијали 8, 6, 5, 4, 3, 2 и 1 поен.[53] На пролазним циљевима, поене су добијала три првопласирана возача, 10, 6 и 4 поена.[53] Лидер класификације носио је зелену мајицу, а у случају да су возачи били изједначени, гледао се број етапних побједа, а затим број побједа на пролазним циљевима, док се као последња опција гледала позиција возача у генералном пласману на крају трке.[53]

- Једна од другостепених класификација била је и брдска класификација, за коју су се поени додјељивали првим возачима који пређу преко означених успона, који су били категоризовани у три категорија.[54] На успонима прве категорије поене је добијало пет првопласираних возача, 10, 5, 3, 2 и 1, на успонима друге категорије поене су добијала четири првопласирана возача, 5, 3, 2 и 1, док су на успонима треће категорије поене добијала три првопласирана возача, 3, 2 и 1 поен.[54] На етапама 4, 5 и 7, чији је циљ био на успону, поени су били дуплирани.[54] Лидер у току трке је носио тачкастих мајицу, бијелу мајицу са црвеним тачкама, а побједник класификације је био возач са највише поена на крају трке.[54] У случају да су возачи били изједначени прво се гледао број првих мјеста на успонима прве категорије, затим на успонима друге и треће категорије, а ако су били изједначени по свему, гледала се позиција у генералном пласману.[54]

- Четврта мајица која се додјељивала је за најбољег младог возача. У класификацији су се такмичили само возачи млађи од 25 година, а лидер се одлучивао према оствареном времену, исто као и за генерални пласман.[18] Пласман се рачунао тако што су се на времена возача остварена на првој етапи, додавала времена остварена на свакој наредној.[18] Три првопласирана возача на свакој етапи добијали су временску бонификацију од 10, 6 и 4 секунде, а у току трке, на пролазним циљевима су се добијале такође секунде бонификације, за прву тројицу возача, од 6, 4 и 2 секунда.[20] Возач са најмањим укупним временом у току трку носио је бијелу мајицу и сматра се побједником класификације на крају трке.[18]

- Последња класификација је била тимска класификација, која се рачунала тако што су се на крају сваке етапе сабирала времена прве тројице возача из сваког тима, а водећи тим био је тим са најмањим укупним временом.[18] У случају да су тимови били изједначени, рачунало се укупно вријеме тројице најбољих возача на етапи, а затим позиција најбоље пласираног возача на етапи, док се као последња опција гледала позиција возача у генералном пласману.[18] Сваки тим који би на трци остао са мање од три возача био је дисквалификован из класификације.[18] На свакој етапи се додјељивала награда за најагресивнијег возача, којег су бирале судије а предсједавао је директор трке.[20]

| Етапа | Побједник         | Генерални пласман · | Класификација по поенима · | Брдска класификација · | Најбољи млади возач · | Тимска класификација · | Најагресивнији возач |
| ----- | ----------------- | ------------------- | -------------------------- | ---------------------- | --------------------- | ---------------------- | -------------------- |
| 1.    | Тим Мерлије       | Тим Мерлије         | Тим Мерлије                | Александре Делетре     | Магнус Шефилд         | ХДС Астана             | Самуел Фернандез     |
| 2.    | Тим Мерлије       | Тим Мерлије         | Тим Мерлије                | Александре Делетре     | Мик ван Дајке         | ХДС Астана             | Јонас Абрахамсен     |
| 3.    | Визма—лејз а бајк | Матео Јоргенсон     | Тим Мерлије                | Александре Делетре     | Флоријан Липовиц      | Визма—лејз а бајк      | Није додијељено      |
| 4.    | Жоао Алмеида      | Јонас Вингегор      | Тим Мерлије                | Жоао Алмеида           | Матијас Скелмосе      | Инеос гренадирс        | Тобијас Фос          |
| 5.    | Лени Мартинез     | Матео Јоргенсон     | Тим Мерлије                | Жоао Алмеида           | Флоријан Липовиц      | Инеос гренадирс        | Бен Свифт            |
| 6.    | Мадс Педерсен     | Матео Јоргенсон     | Мадс Педерсен              | Томас Гашињар          | Флоријан Липовиц      | Инеос гренадирс        | Реми Кавања          |
| 7.    | Мајкл Сторер      | Матео Јоргенсон     | Мадс Педерсен              | Томас Гашињар          | Флоријан Липовиц      | Инеос гренадирс        | Мајкл Сторер         |
| 8.    | Магнус Шефилд     | Матео Јоргенсон     | Мадс Педерсен              | Томас Гашињар          | Флоријан Липовиц      | Инеос гренадирс        | Мадс Педерсен        |
| Крај  | Крај              | Матео Јоргенсон     | Мадс Педерсен              | Томас Гашињар          | Флоријан Липовиц      | Инеос гренадирс        | Није додијељено      |

- На другој етапи, Арно Демар, који је био на другом мјесту у класификацији по поенима, носио је зелену мајицу, за лидера класификације јер је првопласирани Тим Мерлије носио жуту мајицу за лидера трке.[55]

## Резултати
| Легенда                                 | Легенда                                                     | Легенда                  | Легенда                                      | Легенда              | Легенда                                  |
| --------------------------------------- | ----------------------------------------------------------- | ------------------------ | -------------------------------------------- | -------------------- | ---------------------------------------- |
| Генерални пласман                       | Означава побједника генералног пласмана                     | Класификација по поенима | Означава побједника класификације по поенима | Брдска класификација | Означава побједника брдске класификације |
| Класификација за најбољег младог возача | Означава побједника класификације за најбољег младог возача | Тимска класификација     | Означава побједника тимске класификације     |                      |                                          |

### Генерални пласман
| Позиција | Возач                  | Тим                  | Вријеме     |
| -------- | ---------------------- | -------------------- | ----------- |
| 1.       | Матео Јоргенсон (САД)  | Визма—лејз а бајк    | 26ч 26' 42" |
| 2.       | Флоријан Липовиц (ЊЕМ) | Ред бул—Бора–ханзго  | + 1' 15"    |
| 3.       | Тимен Аренсман (ХОЛ)   | Инеос гренадирс      | + 1' 58"    |
| 4.       | Магнус Шефилд (САД)    | Инеос гренадирс      | + 2' 17"    |
| 5.       | Мајкл Сторер (АУС)     | Тудор про сајклинг   | + 3' 03"    |
| 6.       | Жоао Алмеида (ПОР)     | УАЕ тим емирејтс ХРГ | + 3' 57"    |
| 7.       | Клемен Шампусен (ФРА)  | ХДС Астана           | + 4' 00"    |
| 8.       | Харолд Техада (КОЛ)    | ХДС Астана           | + 4' 53"    |
| 9.       | Тобијас Фос (НОР)      | Инеос гренадирс      | + 4' 59"    |
| 10.      | Илан ван Вилдер (БЕЛ)  | Судал—Квик-степ      | + 5' 26"    |

### Класификација по поенима
| Позиција | Возач                  | Тим                 | Поени |
| -------- | ---------------------- | ------------------- | ----- |
| 1.       | Мадс Педерсен (ДАН)    | Лидл—трек           | 62    |
| 2.       | Матео Јоргенсон (САД)  | Визма—лејз а бајк   | 57    |
| 3.       | Магнус Шефилд (САД)    | Инеос гренадирс     | 41    |
| 4.       | Аксел Зингл (ФРА)      | Визма—лејз а бајк   | 36    |
| 5.       | Мајкл Сторер (АУС)     | Тудор про сајклинг  | 33    |
| 6.       | Флоријан Липовиц (ЊЕМ) | Ред бул—Бора–ханзго | 28    |
| 7.       | Лени Мартинез (ФРА)    | Бахреин—викторијус  | 27    |
| 8.       | Тимо Келих (БЕЛ)       | Алпесин—декунинк    | 26    |
| 9.       | Џошуа Тарлинг (УК)     | Инеос гренадирс     | 22    |
| 10.      | Емилијен Жанје (ФРА)   | Тотал енержис       | 22    |

### Брдска класификација
| Позиција | Возач                    | Тим                  | Поени |
| -------- | ------------------------ | -------------------- | ----- |
| 1.       | Томас Гашињар (ФРА)      | Тотал енержис        | 21    |
| 2.       | Мајкл Сторер (АУС)       | Тудор про сајклинг   | 20    |
| 3.       | Жоао Алмеида (ПОР)       | УАЕ тим емирејтс ХРГ | 20    |
| 4.       | Александре Делетре (ФРА) | Тотал енержис        | 17    |
| 5.       | Лени Мартинез (ФРА)      | Бахреин—викторијус   | 14    |
| 6.       | Тобијас Фос (НОР)        | Инеос гренадирс      | 14    |
| 7.       | Магнус Шефилд (САД)      | Инеос гренадирс      | 12    |
| 8.       | Матео Јоргенсон (САД)    | Визма—лејз а бајк    | 12    |
| 9.       | Александар Власов        | Ред бул—Бора–ханзго  | 11    |
| 10.      | Џошуа Тарлинг (УК)       | Инеос гренадирс      | 10    |

### Класификација за најбољег младог возача
| Позиција | Возач                     | Тим                  | Вријеме    |
| -------- | ------------------------- | -------------------- | ---------- |
| 1.       | Флоријан Липовиц (ЊЕМ) }} | Ред бул—Бора–ханзго  | 26ч 27' 57 |
| 2.       | Магнус Шефилд (САД)       | Инеос гренадирс      | + 1' 02"   |
| 3.       | Илан ван Вилдер (БЕЛ)     | Судал—Квик-степ      | + 4' 11"   |
| 4.       | Пабло Кастриљо (ШПА)      | Мовистар             | + 4' 30"   |
| 5.       | Раул Гарсија Пиерна (ШПА) | Аркеа—бб хотелс      | + 8' 52"   |
| 6.       | Иван Ромео (ШПА)          | Мовистар             | + 13' 33"  |
| 7.       | Лени Мартинез (ФРА)       | Бахреин—викторијус   | + 16' 13"  |
| 8.       | Џошуа Тарлинг (УК)        | Инеос гренадирс      | + 17' 06"  |
| 9.       | Јоханес Кулсет (НОР)      | Уно—Х мобилити       | + 21' 13"  |
| 10.      | Георг Стајнхаузер (ЊЕМ)   | ЕФ едукејшон—изипост | + 29' 13"  |

### Тимска класификација
| Позиција | Тим                       | Вријеме     |
| -------- | ------------------------- | ----------- |
| 1.       | Инеос гренадирс           | 79ч 29' 04" |
| 2.       | Мовистар                  | + 15' 32"   |
| 3.       | Ред бул—Бора–ханзго       | + 24' 30"   |
| 4.       | ХДС Астана                | + 25' 20""  |
| 5.       | Декатлон АГ2Р ла мондијал | + 25' 51"   |
| 6.       | УАЕ тим емирејтс ХРГ      | + 31' 05"   |
| 7.       | Групама—ФДЈ]              | + 40' 13"   |
| 8.       | Џејко—алула               | + 45' 01"   |
| 9.       | Визма—лејз а бајк         | + 45' 50"   |
| 10.      | Тудор про сајклинг        | + 53' 02"   |